# Phaeostigma (Superboraphidia) mammaphilum
Phaeostigma (Superboraphidia) mammaphilum is een kameelhalsvliegensoort uit de familie van de Raphidiidae. De soort komt voor in Griekenland.
Phaeostigma (Superboraphidia) mammaphilum werd voor het eerst wetenschappelijk beschreven door H. Aspöck & U. Aspöck in 1974.